# Franz Hartmann

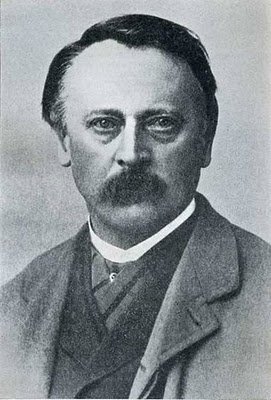
Franz Hartmann

Franz Hartmann (Donauwörth, 22 november 1838 – Kempten im Allgäu, 7 augustus 1912) was een Duits-Amerikaans dokter, theosoof, Vrijmetselaar, Rozenkruiser en occultist.

## Levensloop
Hartmann studeerde geneeskunde en in 1859 meldde hij zich als vrijwilliger bij de Beierse artillerie. Een jaar later verliet hij het leger en hervatte, aan de Ludwig-Maximilians Universität in München, zijn studies om apotheker te worden.
In 1865 emigreerde hij naar Amerika. Hij werd Amerikaans staatsburger en ging aan de slag als rondreizend dokter in verschillende steden. Korte tijd werkte hij ook als lijkschouwer in Georgetown, Colorado.
Tijdens zijn rondreizen bezocht hij verschillende Indiaanse stammen en bestudeerde hun cultuur. Zijn interesse in spiritisme werd gewekt en hij werd actief in de spiritisten kringen in New Orleans.
In 1882 werd hij lid van de Theosophical Society. Een jaar later nodigde Kolonel Henry Steel Olcott hem uit op het Theosofisch Hoofdkwartier in Adyar, India.
Hartmann werd aangesteld als voorzitter van de Raad van Bestuur en tijdens zijn verblijf in Adyar ontving hij meerdere, persoonlijke brieven van de Mahatma’s.
In december 1884 vertrokken Helena Blavatsky en Olcott naar Europa. Richard Hodgson, een afgevaardigde van de Society for Psychical Research kwam naar Adyar. Hij had de opdracht om de occulte verschijnselen verbonden met de Theosophical Society te onderzoeken. Het rapport was vernietigend voor Blavatsky en Hartmann raakte erg betrokken in de interne politiek die daarvan het gevolg was.
Hartmann verliet het hoofdkwartier van de Theosophical Society in 1885 en keerde naar Beieren terug. Hier ontmoette hij Carl Kellner. Samen werkten zij aan de ontwikkeling van een nieuwe inhalatietherapie voor tuberculosepatiënten. Nabij Salzburg richtte hij een sanatorium op om deze nieuwe techniek te kunnen toedienen.
Hij werd meer en meer betrokken bij de Weense Theosofische kring rond Friedrich Eckstein. Daar komt hij in contact met Theodor Reuss. Tevens komt hij in contact met een oude wever die beweerde een, in rechte lijn, geïnitieerde Rozenkruiser te zijn. Hartmann wordt zijn volgeling en richtte de Orde van het Esoterische Rozenkruis op.
In 1902 kregen Reuss en Hartmann volmacht van John Yarker om een Sovereign Sanctuary voor de Masonic Rites of Memphis and Mizraim op te richten in Duitsland. Tevens richtten zij een Duitse Grand Orient for the Cernau Council Scottish Rite op. Hartmann was heel actief in beide verenigingen.
In 1906 werden de twee organisaties samenbracht in een nieuwe organisatie. Carl Kellner, Theodor Reuss, Henry Klein, Charles Detré en Hartmann richtten de Kellners Ordo Templi Orientis op. Hartmann kreeg de titel van Honorary Grand Master of the Sovereign Sanctuary.
Tijdens zijn studies geneeskunde in Duitsland, kwam Hartmann in contact met het Martinisme. Hij werd ingewijd door Franz von Baader, Deze inwijding werd later erkend door Theodor Reuss and Charles Detré. Toen von Baader stierf, was Hartmann 4 jaar oud. Als hij dus werkelijk deze filiatie zou hebben, dan is er wellicht een tussenpersoon geweest.
Hartmann schreef ook vele werken over occultisme.

## Werken
- The Life and Doctrines of Paracelsus (1887)
- An Adventure among the Rosicrucians (1887)
- Magic, White and Black (1888)
- Secret Symbols of the Rosicrucians (1888)
- The Principles of Astrological Geomancy (1889)
- In the Pronaos of the Temple of Wisdom (1890)
- The Talking Image of Urur (1890)
- The Life and Doctrines of Jacob Boehme (1891)
- Occult Science in Medicine (1893)
- Among the Gnomes (1895)
- The Life of Jehoshua (1909)

- Biblioteca Nacional de España: XX1174046
- Bibliothèque nationale de France: cb10568783n (data)
- Catàleg d'autoritats de noms i títols de Catalunya: 981061009960706706
- Gemeinsame Normdatei: 118546287
- International Standard Name Identifier: 0000 0001 1041 0933
- Library of Congress Control Number: n50026762
- Nationale Bibliotheek van Letland: 000045814
- Bibliotheek van het Japanse parlement: 00769183
- Nationale Bibliotheek van Tsjechië: jn20031021002
- Nationale bibliotheek van Australië: 35176039
- Nationale Bibliotheek van Israël: 987007304147405171
- Nationale Bibliotheek van Polen: a0000003045122
- Nationale en Universitaire bibliotheek Zagreb: 000172740
- Nederlandse Thesaurus van Auteursnamen: 067669859
- Réseau des bibliothèques de Suisse occidentale: 02-A012692314
- Istituto Centrale per il Catalogo Unico: CFIV003993
- Système universitaire de documentation: 125991851
- Virtual International Authority File: 15561101
- WorldCat: E39PBJdgWhCC3b6qy33d7FVt8C